# Brita Andersson (konstnär, 1918–1979)
Brita Nancy Andersson, född 29 mars 1918 i Älvsåker, död 15 november 1979 i Kyrkotorp, Älvsåker socken, var en svensk målare och tecknare.
Hon var dotter till Anders Gunnar Andersson och Signe Elvira Andersson och från 1943 gift med Knut Henry Andersson. Andersson studerade vid Slöjdföreningens skola i Göteborg 1936 och vid Valands målarskola 1937–1939. Hon medverkade därefter i ett stort antal utställningar på landsorten. 